# Metličasti žednjak
Metličasti žednjak (lat. Sedum cepaea), biljna vrsta iz porodice tustikovki. Rasprostranjen je po zemljama Mediterana. U Hrvatskoj je rijedak, svega nekoliko lokaliteta među kojima barfem dva nova nalaza u Požeško-slavonskoj županiji.
Stariji su mu nazivi tustenjača i žednjak lopatasti

## Sinonimi
- Cepaea caesalpini Fourr.
- Sedum amani Post
- Sedum calabrum Ten.
- Sedum gallioides All.
- Sedum paniculatum Lam.
- Sedum schwarzii Werderm.
- Sedum spathulatum Waldst. & Kit.
- Sedum strictum K.Koch
- Sedum tetraphyllum Sm.

- S. cepaea
- S. cepaea
- S. cepaea